# Frankie
Frankie é um filme de drama francês de 2005 dirigido por Fabienne Berthaud.
O longa recebeu o prêmio de melhor filme de 2005 no Festival du film de La Réunion.

## Elenco
- Diane Kruger - Frankie
- Jeannick Gravelines - Tom
- Brigitte Catillon - Suzy
- Christian Wiggert - fotógrafo
- Jay Alexander - Kate
- Jean-Louis Place - psiquiatra
- Gérald Marie - Lorenzo Ferretti
- Sylvia Hoeks - Rumina
- Alexander Schwab
- Claude Jeangirard
- Marina Dias